# Noha El Solh
Noha El Solh, née le 18 octobre 2000, est une footballeuse égyptienne. Elle évolue au poste d'attaquante au Wadi Degla.

## Biographie
Née d'une mère italienne et d'un père libanais, Noha El Solh possède donc trois nationalités, tout comme sa sœur jumelle, Gihan, qui joue au milieu de terrain avec elle au Wadi Degla.

### En club
Avec sa sœur, elles passent des tests en Italie avec la Juventus et l'AC Milan, mais ils n'aboutissent pas à cause de la pandémie de Covid-19.
En 2021, le Wadi Degla SC dispute la première édition de la Ligue des champions féminine de la CAF. Noha El Solh inscrit le premier but de l'histoire de la compétition sur penalty face à l'AS Mandé.
Lors de la finale de la coupe d'Égypte 2022, elle égalise face au Maadi and Yacht, avant que le Wadi Degla ne remporte le titre. Lors du tournoi de l'UNAF qualificatif pour la Ligue des champions 2022, Noha El Solh inscrit un doublé lors des deux matches de son équipe, soit l'intégralité des buts des Égyptiennes, qui remportent le tournoi.

## Palmarès
Wadi Degla SC
- Championnat d'Égypte (2) :
  - Vainqueur en 2021 et 2022
- Coupe d'Égypte (1) :
  - Vainqueur en 2022
- Tournoi de l'UNAF (1)
  -  Vainqueur en 2022